# Mühbach
Der Mühbach ist ein 1,7 km langer, orografisch linker Nebenfluss der Nahe in Rheinland-Pfalz, Deutschland.

## Geographie
Der Bach entspringt am östlichen Ortsrand von Weiler bei Bingen auf einer Höhe von 217 m ü. NHN. Der Bach fließt in östliche Richtungen ab und hat bis etwa der Hälfte des Laufweges keine kontinuierliche Wasserführung. Nach einem 1,7 km langen Fließweg mündet der Bach auf 79 m ü. NHN linksseitig in die Nahe. Vor der Mündung wird der Bach kanalisiert unter der Bundesstraße 9, der Bundesstraße 48 und die Nahetalbahn. Der Höhenunterschied zwischen Quelle und Mündung beträgt 138 m, was einem mittleren Sohlgefälle von 80 ‰ entspricht.
Das Einzugsgebiet des Mühbachs ist 2,136 km² groß. Es liegt zum großen Teil in der Ortsgemeinde Weiler bei Bingen, der Bereich der Mündung liegt in Bingen am Rhein. Ein südlicher Zipfel des Einzugsgebietes ragt in das Gebiet von Münster-Sarmsheim.  Das Einzugsgebiet wird über Nahe und Rhein zur Nordsee entwässert.